# Trilby (Florida)
Trilby es un lugar designado por el censo ubicado en el condado de Pasco en el estado estadounidense de Florida. En el Censo de 2010 tenía una población de 419 habitantes y una densidad poblacional de 161,29 personas por km².

## Geografía
Trilby se encuentra ubicado en las coordenadas 28°27′23″N 82°11′38″O / 28.45639, -82.19389. Según la Oficina del Censo de los Estados Unidos, Trilby tiene una superficie total de 2.6 km², de la cual 2.6 km² corresponden a tierra firme y (0%) 0 km² es agua.

## Demografía
Según el censo de 2010, había 419 personas residiendo en Trilby. La densidad de población era de 161,29 hab./km². De los 419 habitantes, Trilby estaba compuesto por el 62.53% blancos, el 30.31% eran afroamericanos, el 0.24% eran amerindios, el 0% eran asiáticos, el 0% eran isleños del Pacífico, el 5.49% eran de otras razas y el 1.43% pertenecían a dos o más razas. Del total de la población el 11.46% eran hispanos o latinos de cualquier raza.